# Matthias Rosbach
Matthias Rosbach (* 17. September 1784 in Trier; † 21. Dezember 1859 ebenda) war ein preußischer Verwaltungsbeamter und kommissarischer Landrat der Landkreise Prüm und Daun.

## Leben und Herkunft
Rosbach war der Sohn eines Advokaten bzw. Hofgerichtsschöffen. Nach Ende seiner schulischen Ausbildung absolvierte er ein Studium der Rechtswissenschaften und wurde zunächst Rentmeister in Cochem. Gegen Ende des Jahres 1809 war er in der Zoll- und Steuerverwaltung tätig, 1814 wurde er zum Steuerbeamten befördert und ab 1816 war er 3. Regierungssekretär in Trier. Im Jahre 1817 war er vertretungsweise Landrat der Landkreise Daun und Prüm (hier 1. Mai 1817 – 31. Oktober 1817). 1833 war er Leiter des Hypothekenamts in Köln und 1836 wurde er Leiter des Stempelfiskalats Trier. 1850 wurde er in den Ruhestand verabschiedet.

## Familie und Privates
Matthias Rosbach war seit 1809 verheiratet.
Im Dezember 1859 verstarb Matthias Rosbach im Alter von 75 Jahren.